# Eric Bile
Yves Eric Bile (Attécoubé, 24 dicembre 2004) è un calciatore ivoriano, attaccante del Ludogorec.

## Caratteristiche tecniche
Gioca come centravanti.

## Carriera
Ha iniziato la sua carriera calcistica nello Žilina Africa, per poi trasferirsi in Slovacchia nel 2023 dove è stato inizialmente assegnato alla seconda squadra dello Žilina. Ha fatto il suo esordio in prima squadra il 27 luglio 2023 nell'incontro di qualificazione per la Conference League perso 5-1 contro il Gent. Il 23 agosto ha segnato il suo primo gol in Slovenský Pohár contro il Renop e si è ripetuto tre giorni più tardi in Superliga contro il ViOn Z.M. segnando al 97' il gol del definitivo 3-2 per la sua squadra.
Nel gennaio del 2025 si è trasferito al Ludogorec, club della prima divisione bulgara.

## Statistiche

### Presenze e reti nei club
Statistiche aggiornate al 9 gennaio 2025.
| Stagione        | Squadra         | Campionato      | Campionato | Campionato | Coppe nazionali | Coppe nazionali | Coppe nazionali | Coppe continentali | Coppe continentali | Coppe continentali | Altre coppe | Altre coppe | Altre coppe | Totale | Totale | Totale |
| Stagione        | Squadra         | Comp            | Pres       | Reti       | Comp            | Pres            | Reti            | Comp               | Pres               | Reti               | Comp        | Pres        | Reti        | Pres   | Reti   |        |
| --------------- | --------------- | --------------- | ---------- | ---------- | --------------- | --------------- | --------------- | ------------------ | ------------------ | ------------------ | ----------- | ----------- | ----------- | ------ | ------ | ------ |
| gen.-giu. 2023  | Žilina II       | 1L              | 6          | 0          | -               | -               | -               | -                  | -                  | -                  | -           | -           | -           | 6      | 0      |        |
| 2023-2024       | Žilina II       | 1L              | 9          | 5          | -               | -               | -               | -                  | -                  | -                  | -           | -           | -           | 9      | 5      |        |
| Totale Žilina 2 | Totale Žilina 2 | Totale Žilina 2 | 15         | 5          |                 | -               | -               |                    | -                  | -                  |             | -           | -           | 15     | 5      |        |
| 2023-2024       | Žilina          | SL              | 24         | 3          | CS              | 4               | 4               | UECL               | 1                  | 0                  | -           | -           | -           | 29     | 7      |        |
| 2024-2025       | Žilina          | SL              | 18         | 7          | CS              | 4               | 6               | -                  | -                  | -                  | -           | -           | -           | 22     | 13     |        |
| Totale Žilina   | Totale Žilina   | Totale Žilina   | 42         | 10         |                 | 8               | 10              |                    | 1                  | 0                  |             | -           | -           | 51     | 20     |        |
| Totale carriera | Totale carriera | Totale carriera | 57         | 15         |                 | 8               | 10              |                    | 1                  | 0                  |             | -           | -           | 66     | 25     |        |

## Palmarès
- Supercoppa di Bulgaria: 1

Ludogorec: 2024
- Campionato bulgaro: 1

Ludogorec: 2024-2025